# Liga de Fútbol del Oeste (América/Rivadavia)
La Liga de fútbol del Oeste es una liga regional de fútbol en la Provincia de Buenos Aires en la República Argentina, tiene su sede en Avellaneda 286 de la ciudad de América cabecera del partido de Rivadavia. Fue fundada en 1958.

## Clubes Registrados
Todos los clubes afiliados:
- Club Social y Deportivo Tres Algarrobos de Tres Algarrobos.
- Fútbol Club Tres Algarrobos de Tres Algarrobos.
- Club Amigos Gorra de Cuero de Carlos Tejedor.
- Barrio Norte de América.
- Huracán de Carlos Tejedor.
- Independiente de América.
- Jorge Newbery de Fortín Olavarría.
- Rácing de Fortín Olavarría.
- Club Atlético Rivadavia de América.
- Seré de Colonia Seré.
- Club Social de González Moreno.
- Independiente Fútbol Club de González Moreno.

## Temporada 2010
El sistema de competición se modificó, Se jugaría un Apertura y un Clausura, donde los 10 equipos se enfrentarían todos contra todos, pero sumando puntos para cada una de las dos zonas.
| Zona A                      | Zona B                                  |
| --------------------------- | --------------------------------------- |
| Fútbol Club Tres Algarrobos | Club Social y Deportivo Tres Algarrobos |
| Huracán                     | Independiente                           |
| Barrio Norte                | Atlético Rivadavia                      |
| Social de González Moren    | Gorra de Cuero                          |
| Jorge Newbery               | Racing club Fortín Olavarria            |

El primero y segundo de cada zona jugarían las semifinales, primero de Zona A con segundo de Zona B y a la inversa.
De la tabla general, los primeros 6 jugarían la Liguilla, torneo de Eliminación Directa.
| Clasificados Liguilla 2010              |
| --------------------------------------- |
| Club Social y Deportivo Tres Algarrobos |
|                                         |
|                                         |
| Huracán                                 |
| Atlético Rivadavia                      |
|                                         |

### Liguilla

#### Fase 1
| 18 de septiembre de 2010 | Huracán de Carlos Tejedor | 2:2' | Independiente                           |  |  |
|                          | Maiorano (2)              |      | Mario Rodríguez (p) · Alejandro Coronel |  |  |

| 26 de septiembre de 2010 | Independiente        | 2:2' | Huracán de Carlos Tejedor |  |  |
|                          | Almiron · Vercellino |      | Allende · Pérez           |  |  |

| 19 de septiembre de 2010 | Atlético Rivadavia | 1:3' | Fútbol Club de Tres Algarrobos |  |  |
|                          | Mariano Varela     |      | Gómez · "Caio" Álvarez (2)     |  |  |

| 26 de septiembre de 2010 | Fútbol Club de Tres Algarrobos | 0:0' | Atlético Rivadavia |  |  |

| 19 de septiembre de 2010 | Social de González Moreno | 1:2' | Club Social y Deportivo Tres Algarrobos |  |  |
|                          | Benavidez                 |      | Palacios (p) · Juan Carlos Campos       |  |  |

| 26 de septiembre de 2010 | Club Social y Deportivo Tres Algarrobos | 3:0' | Social de González Moreno |  |  |
|                          | Palacios · Piorno · Torres              |      |                           |  |  |

|  | Semifinal                               | Semifinal                               | Semifinal                      | Semifinal | Semifinal |   |                                         | Final                                   | Final | Final | Final | Final |
|  |                                         |                                         |                                |           |           |   |                                         |                                         |       |       |       |       |
|  | Club Social y Deportivo Tres Algarrobos | Club Social y Deportivo Tres Algarrobos | 0                              | 1         | 1(6)      |   |                                         |                                         |       |       |       |       |
|  | Independiente                           | Independiente                           | 0                              | 1         | 1(5)      |   |                                         |                                         |       |       |       |       |
|  |                                         |                                         |                                |           |           |   | Club Social y Deportivo Tres Algarrobos | Club Social y Deportivo Tres Algarrobos | 2     | 2     | 4     |       |
|  |                                         | Fútbol Club de Tres Algarrobos          | Fútbol Club de Tres Algarrobos | 2         | 0         | 2 |                                         |                                         |       |       |       |       |
|  | Huracán de Carlos Tejedor               | Huracán de Carlos Tejedor               | 3                              | 0         | 3         |   |                                         |                                         |       |       |       |       |
|  | Fútbol Club de Tres Algarrobos          | Fútbol Club de Tres Algarrobos          | 1                              | 4         | 5         |   |                                         |                                         |       |       |       |       |

#### Semifinal
| 3 de octubre de 2010 | Club Social y Deportivo Tres Algarrobos | 0:0' | Independiente |  |  |

| 3 de octubre de 2010 | Independiente | 1:1' | Club Social y Deportivo Tres Algarrobos | Anselmo Lobo, América |  |
|                      | Ponce         |      | Franco                                  |                       |  |

| Definición por penales |                  |     |                  |           |
| Mario Rodríguez        | Fallo de penal   | 1:1 | Fallo de penal   | Carreras  |
| Hugo López             | Acierto de penal | 2:2 | Acierto de penal | Benegas   |
| Palacios               | Acierto de penal | 3:3 | Acierto de penal | Bossio    |
| Coronel                | Acierto de penal | 4:4 | Acierto de penal | Palacios  |
| Méndez                 | Acierto de penal | 5:5 | Acierto de penal | Franco    |
| Carrizo                | Fallo de penal   | 5:6 | Acierto de penal | Santillán |

| 10 de octubre de 2010 | Huracán de Carlos Tejedor | 3:1' | Fútbol Club de Tres Algarrobos |  |  |
|                       | Fernández(2) · Romani     |      | Quintana                       |  |  |

| 10 de octubre de 2010 | Fútbol Club de Tres Algarrobos     | 4:0' | Huracán de Carlos Tejedor |  |  |
|                       | Quintana(p) · Álvarez(2) · Pascual |      |                           |  |  |

#### Final
| 17 de octubre de 2010 | Club Social y Deportivo Tres Algarrobos | 2:2' | Fútbol Club de Tres Algarrobos |  |  |
|                       | Germán Díaz 35' (a.g.) · Cortes 47'     |      | 10' Gómez · 59' Reggis         |  |  |

| 17 de octubre de 2010 | Fútbol Club de Tres Algarrobos | 0:2'    | Club Social y Deportivo Tres Algarrobos |                          |                          |
|                       |                                | Reporte | 35' Palacios · 80' Santillán            | Árbitro(s): Inchaurrondo | Árbitro(s): Inchaurrondo |

### Campeones 2014
| Torneo   | Campeón                            |
| -------- | ---------------------------------- |
| Apertura | Huracán FC Carlos Tejedor          |
| Clausura | Social y Deportivo Tres Algarrobos |
| Liguilla | Huracán FC Carlos Tejedor          |

### Final del Año 2014
Huracán FC Carlos Tejedor 1-0 Social y Deportivo Tres Algarrobos
- Huracán FC contaba con "ventaja deportiva" por haberse adjudicado dos de los tres torneos del año, la que consistía de consagrarlo como campeón del año en la Liga del Oeste ante igualdad de puntos en el "mano a mano", y también la chance de elegir localía en la primera o segunda final. Huracán eligió jugar primero ante su gente, con la idea de definirlo en un solo partido, ya que aunque "Sport" ganara la revancha, no le alcanzaría para superarlo en puntos en éste "mano a mano" Final. Y así fue.

## Campeones
| Temporada | Torneo          | Campeón                                 | Subcampeón                              |   |
| --------- | --------------- | --------------------------------------- | --------------------------------------- | - |
| 2010      | Apertura        | Fútbol Club Tres Algarrobos             | Club Social y Deportivo Tres Algarrobos |   |
| 2010      | Clausura        | Club Social y Deportivo Tres Algarrobos | Fútbol Club Tres Algarrobos             |   |
| 2010      | Liguilla        | -                                       | -                                       |   |
| 2014      | Apertura        | HURACÁN FC Carlos Tejedor               | -                                       | - |
| 2014      | Clausura        | Social y Deportivo Tres Algarrobos      | -                                       | - |
| 2014      | Liguilla        | HURACÁN FC Carlos Tejedor               | -                                       | - |
| 2014      | Campeón del año | HURACÁN FC Carlos Tejedor               | -                                       | - |